# Stachystemon vermicularis
Stachystemon vermicularis là một loài thực vật có hoa trong họ Picrodendraceae. Loài này được Planch. miêu tả khoa học đầu tiên năm 1845.